# Rotte no Omocha!
Rotte no Omocha! (jap. ロッテのおもちゃ!, dt. „Rottes Spielzeug!“) ist ein Manga von Yui Haga, der 2011 auch als Anime-Serie Astarotte no Omocha! (アスタロッテのおもちゃ!) umgesetzt wurde.

## Handlung
In einer nordischen Welt (in der Isländisch gesprochen wird) von mythologischen Wesen (Álfheimr) lebt die 10-jährige Succubus Astarotte „Rotte“ Ygvar (アスタロッテ・ユグヴァール, Asutarotte Yuguvāru), die Prinzessin des Königreichs Ygvarland, mit ihren Dienern. Ihre Hofdame Judit Snorrevík (ユーディット・スノーレヴィク, Yūditto Sunōreviku) weist sie darauf hin, dass sie als Succubus bald einen Harem mit Männern aufbauen muss, um überleben zu können, da Milch als Ersatzstoff bald nicht mehr ausreichen wird. Rotte hat jedoch Angst vor Männern, nachdem sie vor vier/fünf Jahren ein Trauma erlitt als sie mitansehen musste wie ihre Mutter die Königin Mercelída Ygvar (メルチェリーダ・ユグヴァール, Merucherīda Yuguvāru) mit einem ihrer 3000 Haremsmänner schlief, woraufhin Rotte auch aus dem Palast auszog. Rotte macht daher den Vorschlag sich erst dann einen Harem aufzubauen, wenn ihr ein Mensch gebracht wird, Wesen die in Álfheimr nur aus Legenden bekannt sind.
Judit gelingt es in die Menschenwelt (Miðgarðr) zu reisen und den 23-jährigen Naoya Tōhara (塔原 直哉) anzuwerben, wobei er von der Natur seines Jobs schockiert erst später erfährt. Trotzdem akzeptiert Naoya, allein um Rotte zu helfen ihre Angst vor Männern zu überwinden und auch Rotte akzeptiert Naoya widerwillig als ihr „Spielzeug“ (omocha), da sie zu stolz ist ihr Versprechen zurückzunehmen.
Naoya holt später seine 10-jährige Tochter Asuha Tōhara (塔原 明日葉) hinzu. Später stellt sich heraus, dass Asuha ebenfalls Mercelídas Tochter Asuhariet (アスハリート・ユグヴァール, Asuharīto Yuguvāru) und damit Rottes Halbschwester ist. Mercelída floh vor 10 Jahren aus dem Palast um den Thronkämpfen ihrer beiden älteren Schwestern zu entkommen – beide vergifteten sich später gegenseitig, so dass Mercelída unfreiwillig Königin werden sollte –, in die Menschenwelt und verliebte sich dort in Naoya. Zurück in Álfheimr gebar Mercelída Asuha, kehrte aber nach ein paar Jahren in die Menschenwelt zurück um Naoya Asuha anzuvertrauen, aus Angst Asuha und Rotte könnten so enden wie sie und ihre Schwestern.
In Álfheimr wird Asuha jedoch schließlich Rottes beste Freundin wird und hilft ihr, dass diese auf ihre Klassenkameradinnen zugeht und schließlich in den Álfur Místrúne „Mist“ Ásgrím (ミストルーン・アウスグリム, Misutorūn Ausugurimu) und Unnbjörg „Unna“ Signar (ユンビョルク・シグナル, Yunbyorugu Shigunaru), sowie der Dvergur Lucca Austri (リュッカ・エイストリ, Ryukka Eisutori) weitere Freundinnen findet.
Später gesellt sich noch der „große Weise Sorveig“ hinzu, die 7-jährige Varkanína („Werkaninchen“ / 兎魔族, usagi mazoku) Ingrid „Ini“ Sorveig Sorgríms (イングリッド・ソルヴェイク・ソルグリムス, Inguriddo Soruveiku Sorugurimusu), die allein in einem abgelegenen Elfenbeinturm lebt, und nach einem Besuch Naoyas sich als dessen Geliebte sieht und daraufhin mitsamt ihrem Turm in Rottes Garten zieht.

## Manga
Der Manga ist das erste größere Werk von Mangaka und Illustrator(in) Yui Haga. Der Manga erschien vom 27. Juni 2007 (Ausgabe 8/2007) bis 27. Dezember 2013 (Ausgabe 2/2014) von ASCII Media Works’ Manga-Magazin Dengeki Maō, das sich an junge Männer (Seinen) richtet.
Die Kapitel wurden zudem in neun Sammelbänden (Tankōbon) zusammengefasst:
1. 27. Feb. 2008, ISBN 978-4-8402-4221-9
2. 27. Nov. 2008, ISBN 978-4-04-867437-9
3. 27. Aug. 2009, ISBN 978-4-04-868031-8
4. 26. Feb. 2010, ISBN 978-4-04-868429-3
5. 27. Nov. 2010, ISBN 978-4-04-868982-3
6. 27. Mai. 2011, ISBN 978-4-04-870492-2
7. 27. Jun. 2012, ISBN 978-4-04-886666-8
8. 27. Feb. 2013, ISBN 978-4-04-891361-4
9. 27. Jan. 2014, ISBN 978-4-04-866250-5

Band 4 enthielt am Ende ebenfalls das Debütwerk Miracle Panzer (ミラクルパンツァー, Mirakuru Pantsā) von Yui Haga.

## Anime
Das Animationsstudio Diomedéa adaptierte 2011 den Manga als Anime-Fernsehserie unter dem Titel Astarotte no Omocha! (アスタロッテのおもちゃ!, Asutarotte no Omocha!). Regie führte Fumitoshi Oizaki, während für das Character Design und die Animationsleitung Mai Ōtsuka verantwortlich war. Das visuelle Design der Serienwelt stammt vom Künstler Okama.
Der Anime wurde vom 10. April bis 27. Juni 2011 kurz vor Mitternacht auf Chiba TV ausgestrahlt. Mit zwei Stunden Versatz folgte TV Kanagawa, sowie binnen zwei Tage Sun Television, TV Saitama,  Tokyo MX, KBS Kyōto und TV Aichi. Neben diesen Regionalsendern erfolgte die landesweite Ausstrahlung über Satellit auf AT-X, ab 25. April, sowie ab 18. April als Internetstream bei Nico Nico Channel und Bandai Channel.
Jede Folge stellte in der Mitte Illustrationen von verschiedenen Künstlern dar. Diese waren: Kōhaku Kuroboshi (Illustrator von Kinos Reise und Allison), Okama (visuelles Design der Serie), Takehito Harada (Character Designer der Disgaea-Spielereihe), Keito Koume (Manga-Zeichner von Spice and Wolf), Dan Yoshii (吉井 ダン), Blade, Gomoku Akatsuki, Hiroki Harada (原田 大基), Hiro Kanzaki (Illustrator von Ore no Imōto ga Konna ni Kawaii Wake ga Nai), Hidari (Illustrator von Usotsuki Mī-kun to Kowareta Mā-chan), Gayarō (Character Designer der Erogē Canvas – Sepia-iro no Motif und Suigetsu) und Yui Haga.
Eine Englisch untertitelte Fassung wurde als Simulcast, d. h. kurz nach der japanischen Erstausstrahlung, auf Crunchyroll gestreamt.
Am 7. September 2011 erschien die 25 Minuten lange OVA Astarotte no Omocha! EX (アスタロッテのおもちゃ! EX), die aus drei Kapiteln besteht. Das erste Kapitel handelt von Asuhas Sommerferien-Hausaufgabe, das zweite davon wie Zelda in Rottes Dienste kam und das dritte von Naoyas und Mercelídas erstem Zusammentreffen.

### Musik
Die Soundtrack der Serie stammt von Twinpower. Als Vorspanntitel wurde Tenshi no Clover (天使のCLOVER, dt. „Engelskleeblatt“) produziert, gesungen von Aimi (愛美), und für den Abspann Manatsu no Photograph (真夏のフォトグラフ, ~ Fotogurafu, dt. „Hochsommer-Fotografie“), getextet, komponiert und gesungen von Azusa.
In Folge 6 wurde zudem in einer Serie in der Serie Shimapanman no Thema (しまぱんまんのテーマ, Shimapanman no Tēma) gespielt, getextet, komponiert und gesungen von Azusa, sowie in Folge 10 Fuwatoro W Strawberry (ふわとろ☆Wストロベリー, ~ Sutoroberī), getextet von Yui Haga, komponiert von Azusa und gesungen von „Rotte & Asuha (Rie Kugimiya & Yukari Tamura)“.

### Synchronisation
| Rolle                         | japanischer Synchronsprecher (Seiyū) |
| ----------------------------- | ------------------------------------ |
| Astarotte Ygvar               | Rie Kugimiya                         |
| Naoya Tōhara                  | Rina Satō                            |
| Asuha Tōhara / Asuhariet      | Yukari Tamura                        |
| Mercelída Ygvar               | Yūko Minaguchi                       |
| Judit Snorrevík               | Hitomi Nabatame                      |
| Griselda „Zelda“ Reginhard    | Ayumi Fujimura                       |
| Elfleda „Effie“ Mirjasdottír  | Yui Horie                            |
| Cuthfleda „Cú“                | Misaki Suzuki                        |
| Místrúne Ásgrím               | Miyu Matsuki                         |
| Unnbjörg Signar               | Ryō Hirohashi                        |
| Lucca Austri                  | Yui Hatano                           |
| Ingrid „Ini“ Sorveig Sorgríms | Chiwa Saitō                          |